# Karl Mathis
Karl Mathis (* 19. November 1845 auf Rittergut Denkwitz, Landkreis Glogau; † 14. Juli 1917 in Berlin-Halensee) war ein deutscher Jurist und Politiker. Er war Mitglied des Preußischen Abgeordnetenhauses (1903–1917).

## Leben und Wirken
Mathis wurde als Sohn eines Rittergutbesitzers geboren und ging auf das Gymnasium in Görlitz, bevor er Rechts- und Staatswissenschaften in Berlin und Heidelberg studierte. Während seines Studiums wurde er 1865 Mitglied der Burschenschaft Germania Berlin und der Burschenschaft Frankonia Heidelberg. 1868 wurde er Auskultator, 1873 Gerichtsassessor in Berlin, Köpenick und Glogau. Ab 1874 arbeitete er als Kreis- und Amtsrichter in Beuthen an der Oder, wechselte 1881 nach Glogau und wurde 1891 Landesgerichtsdirektor in Ratibor. 1894 wechselte er nach Naumburg an der Saale und wurde 1899 Landesgerichtspräsident in Frankfurt an der Oder, wo er auch als Präsident der Disziplinarkammer für Reichsbeamte tätig war.
Von 1903 bis 1917 war er Mitglied des Preußischen Abgeordnetenhauses für den Wahlkreis Frankfurt 4. Er war hier von 1908 bis 1917 Vorsitzender der Geschäftsordnungskommission. 1916 trat er in den Ruhestand.

## Ehrungen
- Mathis war Geheimer Oberjustizrat.

## Veröffentlichungen
- Die preußischen Grundbuchgesetze mit Anmerkungen. Berlin 1884.